# Cirfontaines-en-Ornois
Cirfontaines-en-Ornois é uma comuna francesa na região administrativa de Grande Leste, no departamento de Haute-Marne. Estende-se por uma área de 13,95 km². Em 2010 a comuna tinha 76 habitantes (densidade: 5,4 hab./km²).